# Eupalamus ferrugineus
Eupalamus ferrugineus là một loài tò vò trong họ Ichneumonidae.